# Темпьо (ненґо)
Темпьо (яп. 天平 - тенпьо, "мир Піднебесній") — ненґо, девіз правління імператора Японії з 729 по 749 роки.

## Хронологія
- 9 рік (737) — Епідемія віспи;
- 12 рік (740) — Повстання Фудзівари Хіроцуґу;
- 13 рік (741) — Наказ про спорудження мережі монастрів кокубундзі;
- 14 рік (742) — Ліквідація адміністративної одиниці Дайдзайфу;
- 15 рік (743) — Закон про дозвіл приватизувати цілинні землі. Указ про початок зведення великої статуї Будди і храму Тодайдзі.

## Порівняльна таблиця
| Роки Тенпьо             | 1    | 2    | 3    | 4    | 5    | 6    | 7    | 8    | 9    | 10   |
| Григоріанський календар | 729  | 730  | 731  | 732  | 733  | 734  | 735  | 736  | 737  | 738  |
| Китайський календар     | 己巳 | 庚午 | 辛未 | 壬申 | 癸酉 | 甲戌 | 乙亥 | 丙子 | 丁丑 | 戊寅 |

| Роки Темпьо             | 11   | 12   | 13   | 14   | 15   | 16   | 17   | 18   | 19   | 20   |
| Григоріанський календар | 739  | 740  | 741  | 742  | 743  | 744  | 745  | 746  | 747  | 748  |
| Китайський календар     | 己卯 | 庚辰 | 辛巳 | 壬午 | 癸未 | 甲申 | 乙酉 | 丙戌 | 丁亥 | 戊子 |

| Роки Тенпьо             | 21   |
| Григоріанський календар | 749  |
| Китайський календар     | 己丑 |